# Viguiera oligantha
Viguiera oligantha là một loài thực vật có hoa trong họ Cúc. Loài này được S.González, M.González & Rzed. mô tả khoa học đầu tiên năm 2000.